# Burnettia
Burnettia é um género botânico pertencente à família das orquídeas (Orchidaceae).